# Tellina martinicensis
Tellina martinicensis är en musselart som beskrevs av D'Orbigny 1842. Tellina martinicensis ingår i släktet Tellina och familjen Tellinidae. Inga underarter finns listade i Catalogue of Life.